# Новоекатериновское обнажение
Новоекатериновское обнажение — геологический памятник природы общегосударственного значения. Находится в Старобешевском районе Донецкой области возле села Новоекатериновка. Статус памятника природы присвоен распоряжением Совета Министров УССР от 14 октября 1975 года. № 780-р. Площадь — 10 га. Новоекатериновское обнажение — это обнажение мощностью от 1 до 6 метров трёх горизонтов рифового известняка.
Это самые мощные обнажения нижнего карбона в Донецком угольном бассейне.
Морские отложения в Новоекатериновском обнажении многоярусные. В нижней части на поверхность выходят мощные рифовые песчаники с горизонтальной слоистостью.
Выше песчаников находится угольный пласт мощностью 0,4 метра, который покрыт алевролитом.
Выше угольного пласта находятся два слоя известняков общая мощность которых составляет 21,5 метра. Пласты известняков разделены слоем аргиллитов мощностью 10 метров.
В отложениях встречается много остатков кораллов, морских ежей, трилобитов.